# 女皇志願組織慈善服務獎
女王志願組織慈善服務獎（The Queen's Award for Voluntary Service），亦稱為女王金禧社區志願組織慈善服務獎（The Queen's Golden Jubilee Award for Voluntary Service by Groups in the Community）或女王鑽禧志願組織慈善服務獎 （The Queen's Diamond Jubilee Volunteering Award）是每年向英國義務組織頒發的獎項。得獎團體名單於每年6月2日（即伊丽莎白二世加冕日）在《倫敦憲報》（The London Gazette）上公佈。
這項獎項被形容為是等同英帝國員佐勳章，亦是頒予義務團體的最高級別獎項。有關安排現由英國政府屬下的文化、數碼、媒體及體育部 （Department of Culture, Digital, Media and Sport）負責。

## 歷史
這項獎項是由女王伊利沙伯二世於2002年4月30日向英國國會發表的《金禧文告》中提出。 首個獎項於2003年頒發。

## 資格
任何由兩名或以上、主要由義工組成而半數以上的義工有英國居留權的義務組織，皆合資格獲得提名。他們的工作須為提供服務和解決社區需求，以及獲得當地社區支持及認許。有關組織必須由義工營建超過3年或以上。

## 外部鏈結
- 英國政府網站 https://www.gov.uk/queens-award-for-voluntary-service（页面存档备份，存于）